# Janez Albreht (igralec)
Janez Albreht, slovenski gledališki in filmski igralec, * 23. marec 1925, Ljubljana, † 1. marec 2013.
Po letu 1945 je bil član igralskega ansambla SNG Drame v Ljubljani, od 1949 do 1952 Mestnega gledališča Ljubljana (MGL), nato dve sezoni SLG Celje, od 1954 do 1961 ponovno ljubljanskega MGL, od 1961 do upokojitve 1990 pa ponovno član igralskega ansambla ljubljanske Drame. Odigral je nekaj mladostnih vlog in se kmalu razvil v karakternega igralca vodilnih dramskih likov. Z občutenim in prefinjenim psihološkim niansiranjem in blagoglasno jezikovno kulturo je oblikoval nosilne vloge iz repertoarja slovenske in svetovne dramske literature. Veliko je igral tudi v filmih, televizijskih dramah in radijskih igrah.

## Odlikovanja in nagrade
Leta 2001 je prejel častni znak svobode Republike Slovenije z naslednjo utemeljitvijo: »za zaslužno in ustvarjalno delo na področju gledališke umetnosti«.